# Sergej Aleksandrovič Solov'ëv (calciatore)
Sergej Aleksandrovič Solov'ëv (in russo Сергей Александрович Соловьёв?; Sokol, 9 marzo 1915 – Mosca, 11 febbraio 1967) è stato un calciatore, allenatore di calcio e hockeista su ghiaccio sovietico, di ruolo attaccante.

## Carriera
Solov'ëv è il giocatore che ha segnato più reti nella storia della Dinamo Mosca. Fu capocannoniere del campionato sovietico nel 1940, nel 1947 e nel 1948, competizione che vinse per 3 volte, sempre con la maglia della Dinamo Mosca (1940, 1945, 1949). Vinse anche il campionato sovietico di hockey su ghiaccio nel 1957 ed il campionato sovietico di bandy nel 1951 e nel 1952.

## Palmarès

### Giocatore

#### Club
- Vysšaja Liga: 3

Dinamo Mosca: 1940, 1945, 1949

#### Individuale
- Capocannoniere della Vysšaja Liga: 3

1940 (21 gol), 1947 (14 gol), 1948 (25 gol)